# Fiat 132
Fiat 132 je osobní automobil střední třídy firmy Fiat z let 1972–1981. Fiat Argenta je jeho nástupce z let 1981–1986

## Fiat 132

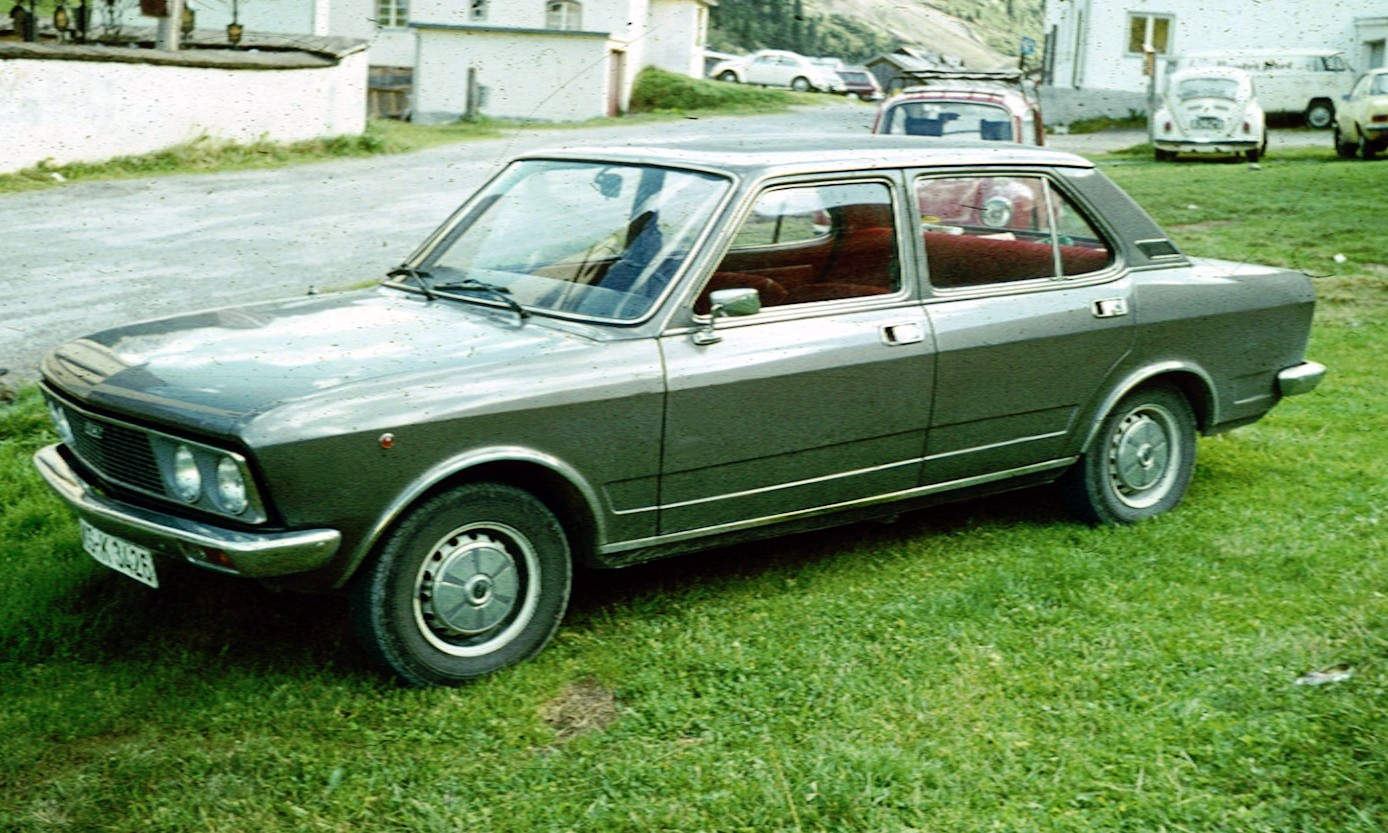
Fiat 132

Fiat 132 je nástupcem Fiatu 125 z let 1966–1971 vypadal podobně jako tehdejší vlajková loď Fiatu Fiat 130. V roce 1977 prodělal Fiat 132 menší facelift, který okamžitě zvedl prodejnost. O rok později se přestal vyrábět Fiat 130 a tak se Fiat 132 stal vlajkovou lodí Fiatu.
Fiat 132 byl vyráběn se sedmi motory: pěti benzinovými a dvěma dieselovými.
- 1,6l benzín o výkonu 98 k
- 1,8l benzín o výkonu 107 k
- 1,8l benzín o výkonu 111 k
- 2,0l benzín o výkonu 112 k (po faceliftu)
- 2,0l benzín se vstřikováním o výkonu 122 k (po faceliftu)
- 2,5l Diesel o výkonu 60 k
- 2,5l Diesel o výkonu 72 k

## Fiat Argenta
V roce 1981 čekal Fiat 132 další, velký facelift, při kterém se změnilo jméno 132 na Argenta. Změnila se i karoserie, kola, podvozek, zpětná zrcátka a mnoho dalšího.
Fiat Argenta se vyráběl se čtyřmi motory – třemi benzinovými a jedním dieselovým.
- 1,6l benzín I4 o výkonu 90 k
- 2,0l benzín I4 o výkonu 113 k
- 2,0l benzín I4 s Bosch L-jettronic vstřikováním paliva o výkonu 122 k
- 2,5l Diesel I4 o výkonu 75 k

V roce 1984 Fiat Argenta prodělal facelift, změnila se maska chladiče, kola, menší změny se staly i v interiéru. Přibyly i dva nové motory. Jedním byl dieselový motor: 2,5 I4 o výkonu 90 k Fiatu a druhý je pouze pro verzi VX o výkonu 135 k.